# Ituango (ort)
Ituango är en ort i Colombia.   Den ligger i departementet Antioquía, i den nordvästra delen av landet, 300 km nordväst om huvudstaden Bogotá. Ituango ligger 1 623 meter över havet och antalet invånare är 10 769.
Terrängen runt Ituango är bergig, och sluttar österut. Runt Ituango är det glesbefolkat, med 16 invånare per kvadratkilometer. Det finns inga andra samhällen i närheten. I omgivningarna runt Ituango växer i huvudsak städsegrön lövskog.